# Bernhard Wahl
Bernhard Wahl (* 1. Mai 1949 in Heidelberg) ist ein deutscher Jurist und ehemaliger Richter am Bundesgerichtshof.

## Leben
Wahl ist das einzige gemeinsame Kind des Rechtswissenschaftlers und CDU-Politikers Eduard Wahl und seiner zweiten Ehefrau Klara von Heuß. Er legte 1966 sein Abitur am Kurfürst-Friedrich-Gymnasium Heidelberg ab und studierte anschließend Rechtswissenschaft in Heidelberg, München und Münster. Die beiden Staatsexamina bestand er 1971 und 1973. Im Jahre 1973 trat er in den höheren Justizdienst von Baden-Württemberg ein, woraufhin er in Heidelberg am Amtsgericht, bei der Staatsanwaltschaft und am Landgericht tätig war. Zum Zeitpunkt seiner Berufung war er der jüngste Richter Deutschlands. 1976 erfolgte seine Ernennung zum Richter auf Lebenszeit am Landgericht Heidelberg. 
Von 1979 bis 1980 war er in der Strafrechtsabteilung des Bundesministeriums der Justiz beschäftigt. Danach setzte er seine juristische Karriere beim Generalbundesanwalts beim Bundesgerichtshof fort. Hierhin war er zunächst ab 1981 als wissenschaftlicher Mitarbeiter abgeordnet, bis er 1984 in den Bundesdienst übernommen und zum Regierungsdirektor ernannt wurde. Drei Jahre später stieg er zum Oberstaatsanwalt auf. 1982 hatte er an der Universität Heidelberg mit der Dissertation „Die Richterbriefe, ein Beitrag zur Geschichte der nationalsozialistischen Justizpolitik“ zum Doktor der Rechte promoviert. Im Jahre 1991 wurde er zum Richter am Bundesgerichtshof ernannt und dem 1. Strafsenat zugewiesen. Im November 2002 wurde ihm der stellvertretende Vorsitz dieses Senats übertragen. Von 1999 bis 2001 wirkte er zugleich im Senat für Notarsachen. Mit Erreichen der Altersgrenze trat er am 31. Juli 2014 in den Ruhestand.
Wahl ist Mitglied der CDU und gehörte von 1989 bis 2014, als er nicht mehr kandidierte, dem Gemeinderat von Laudenbach an, wobei er seit 1994 den Vorsitz der CDU-Fraktion im Gemeinderat führte. Er ist Ehrenvorsitzender des Landesarbeitskreises Christlich Demokratischer Juristen Baden-Württemberg.